# ビターズ

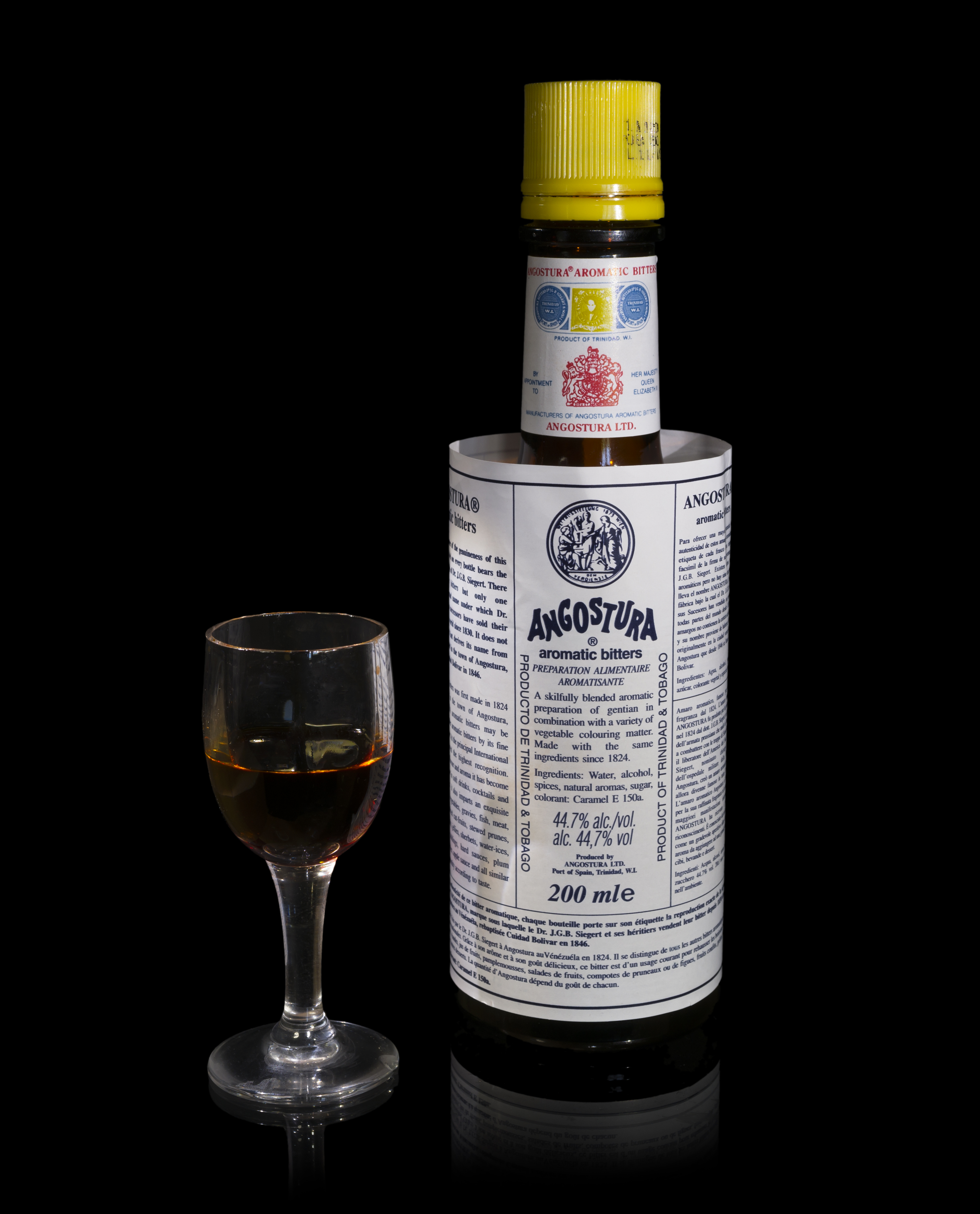
Angostura aromatic bitters

ビターズ（英: bitters）は、さまざまな材料を蒸留酒に漬け込んで作成される、独特な苦味をもち香りの強いアルコール飲料である:39。苦味酒・苦味剤とも呼ばれる。
イギリスの有名なエールの1種、「ビター」とはまったく別のものである。

## 概要
ビターズは蒸留酒に薬草、香草、スパイス類、柑橘類、ナッツなどさまざまな材料を浸し、材料のエキスを浸出させてつくられる:39。ビターズの製法と使用材料はブランドによって様々であり、またその詳しい製法も秘伝とされている場合が多い。したがって、詳しい原材料については不明であり、資料によっては記述が異なることもある。
開発当初は消化促進の効能をうたわれ、薬用酒として用いられていたが、今日ではカクテルに苦味をつけ、味や香りを引き立てる目的で使用される:39。

## 種類
多種多様なビターズが製造、販売されているが、アンゴスチュラ・ビターズ、ペイショーズ・ビターズが代表である:39。

### アンゴスチュラ・ビターズ
アンゴスチュラ・ビターズ (英語: Angostura bitters) は、1824年にドイツ人医師、ヨハン・ゴットリーブ・ベンヤミン・ジーゲルト（Johann Gottlieb Benjamin Siegert）がベネズエラの町「アンゴスチュラ」（現シウダ・ボリバル）滞在中に考案したビターズ。
当初は強壮剤として作られ、現在もラベルに健康に及ぼす効果が謳われている。ジーゲルトはアンゴスチュラ・ビターズに「アマルゴ・アロマティコ」と名付け、イギリスに輸出し好評を得た。その後の政情不安によりベネズエラからトリニダード島のポートオブスペインに拠点を移し、生産が続けられている。
リンドウやハーブ、スパイスから作られた苦味酒であり、現在のレシピにアンゴスチュラ（ミカン科の樹木）の樹皮は含まれていない（ラベルに"Does not contain Angostura Bark"の記述がある。）
マンハッタンやピンク・ジンをはじめ、多くのカクテルに使用される。バーには、必ず置いておくべき酒としても有名。

### ペイショーズ・ビターズ
ペイショーズ・ビターズ（英: Peychaud's Bitters）は、サン＝ドマング（現ハイチ）からアメリカ合衆国のニューオリンズに移住した薬剤師アントワーヌ・アメデ・ペイショー（Antoine Amédée Peychaud）が1834年に発明したビターズである:14。
ペイショーは自身が発明したビターズと砂糖を混ぜたコニャックを「コクティエ」（フランス語: coquetier フランス語で「卵立て」、「エッグ・カップ」の意）に入れて販売したところ人気となり、やがて英語訛りの「カクテル（英語: cocktail）」と呼ばれるようになった:14。また、「世界最古のカクテル」と呼ばれるサゼラックもペイショーズ・ビターズは必須と言われており、合わせてカクテルの語が市民権を得るようになったきっかけとなっている:14。なお、カクテルの語源については異説も多数ある。カクテル#語源参照。

### オレンジ・ビターズ
オレンジ・ビターズ（英語: orange bitters）は、オレンジの皮を原料とするビターズ:39。

### グレープフルーツ・ビターズ
グレープフルーツ・ビターズは、グレープフルーツの果皮を原料とするビターズ:39。